# Sotá (Talmud)
El tratado Sotá (en hebreo: מסכת סוטה) es el quinto tratado del orden de Nashim en la Mishná y en el Talmud de Babilonia, según las ediciones actuales, pero es el último en algunos manuscritos y en el Talmud de Jerusalén. Su tema principal es la prueba del agua amarga para la mujer sospechosa de adulterio.
También se discuten otros rituales que requieren una declaración oral, como la ruptura del cuello del ternero y las reglas para la exención del servicio militar obligatorio. La Guemará de los sabios de Babilonia y Jerusalén, forma junto con la Mishná, el Talmud de Babilonia y el Talmud de Jerusalén respectivamente, ambas obras discuten y explican los versículos de la Mishná. Las discusiones de los sabios son relativas a temas legales relacionados con la Ley judía, la Halajá, y a temas no legales como la Agadá. Ambos Talmuds son ricos en frases, proverbios, historias, leyendas, e interpretaciones. El Talmud babilónico incluye en su discusión un comentario relativamente consistente sobre la historia de Sansón, pero también de Judá y de Tamar, así como las tradiciones sobre el sarcófago de José y el fallecimiento del profeta Moisés.